# Joe Escalante
Joseph Patrick 'Joe' Escalante (Long Beach, 30 januari 1963) is onder meer een bassist, baas van een platenlabel en regisseur uit de Verenigde Staten. Hij speelt als bassist in de punkrockband The Vandals en is eigenaar van platenlabel Kung Fu Records.

## Biografie
Escalante is een zoon van een Ierse moeder en een vader uit Mexico. Als tiener begon hij met drummen en speelde hij in verschillende lokale garagebandjes. Hij is in 1996 getrouwd met Sandra Escalante, de twee wonen nu samen in Seal Beach.

### The Vandals
Toen Joe zeventien was, in 1980, kwam hij bij The Vandals als drummer. Hij is nu de enige die nu nog over van de originele bezetting. In 1989 werd Escalante in plaats van drummer bassist van de band.

### Televisiecarrière
In 1992, nadat hij rechten gestudeerd had, ging hij werken bij de televisiezender CBS. Het verdiende geld gebruikte hij om The Vandals te financieren. Zijn connecties bij de televisie zorgden er ook voor dat hij vaak in late talkshows kon komen spelen met de band. Na vier jaar nam hij ontslag om zich fulltime met The Vandals bezig te gaan houden.

### Overige projecten
- Hij is samen met Warren Fitzgerald de oprichter van Kung Fu Records, waarbij The Vandals sinds 2000 al hun albums uitgeven.
- Escalante regisseert de videoclips van The Vandals. Hij heeft leren regisseren in zijn tijd bij CBS.
- Ook was Escalante presentator van een radioshow genaamd "Barely Legal Radio".
- Escalante is een amateurstierenvechter, in de jaren negentig heeft hij lessen genomen in Mexico. Dit is ook de aanleiding voor de albumcover van Look What I Almost Stepped In....

- Bibliothèque nationale de France: cb15894246x (data)
- International Standard Name Identifier: 0000 0000 0216 9222
- Library of Congress Control Number: no2009009374
- MusicBrainz: 84d4e880-0ac2-4cf9-8bf1-d13eb45070eb
- Virtual International Authority File: 52027188